# 金能五
金 能五（キム・ヌンオ、朝鮮語: 김능오、1960年代後半 - ）は、朝鮮民主主義人民共和国の政治家。朝鮮労働党中央委員会政治局委員候補、最高人民会議常任委員会委員。平壌市党委員会委員長、平安北道党委員会委員長などを歴任。

## 経歴
金能五の出生地や詳しい出生年は分かっていない。金日成総合大学卒業。
2003年に咸鏡南道党委員会書記に、2006年に朝鮮労働党中央委員会党副部長に就任した。2015年に平安北道党委員会責任書記に就任。2016年5月9日に開かれた朝鮮労働党中央委員会第7期第1回総会で党中央委員会政治局員候補・党中央委員会委員に選出された。2018年に平壌市党委員会委員長に就任し、文在寅韓国大統領や習近平中国国家主席（党総書記）など平壌を訪れた賓客の歓迎式典や、平壌で開かれた行事に出席している。2019年4月11日に開かれた最高人民会議第14期第1回会議で、最高人民会議常任委員会委員に選出された。2020年2月27日に開催された党中央委員会政治局拡大会議で平壌市党委員長を解任された。